# 北熊本サービスエリア

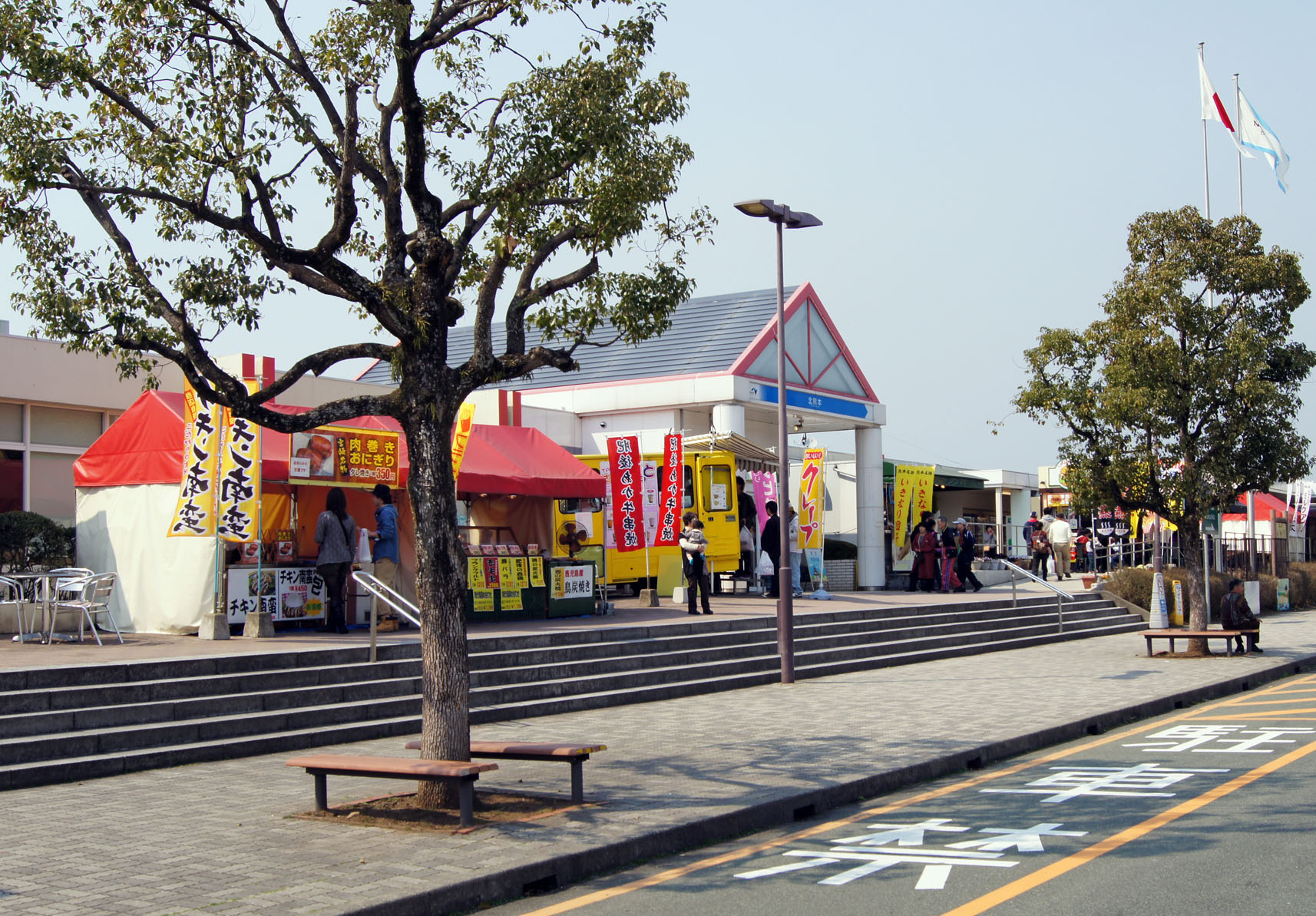
北熊本サービスエリア　上り（福岡・門司方面）

北熊本サービスエリア（きたくまもとサービスエリア）は、熊本県熊本市北区改寄町（あらきまち）の九州自動車道上にあるサービスエリア。
2022年（令和4年）11月1日より上下線ともに店舗の改築工事が行われるため仮設店舗での営業となり、上り線が2024年（令和6年）12月18日に、下り線が2025年（令和7年）3月27日に、それぞれリニューアルオープンした。

## 道路
- E3 九州自動車道

## 施設
上下線ともレストランコーナーは熊本地震の影響により一時閉店していたが、のち再開した。

### 上り（福岡方面）
- 駐車場
  - 大型車 15台
  - 小型車 68台
  - 兼用 9台
  - バイク 8台
  - 障がい者用 3台
- トイレ
  - 男性
    - 小 11
    - 大 6（和 1、洋 5）

  - 女性 22（和 2、洋 20）
  - バリアフリー 1
  - 小児用小便器 2（女子トイレのみ）
- ガソリンスタンド（出光興産（西日本宇佐美）、セルフ式/24時間）
  - 2010年（平成22年）7月1日、コスモ石油（コスモ石油販売(株)）から出光興産にブランド、運営業者が変更になった[4]。
- フードコート
  - ラーメン専門ブース（10:00 - 22:00）
  - 中華専門ブース（10:00 - 22:00）
  - 名物定食専門ブース（10:00 - 22:00）
  - うどん・そばブース（24時間）
  - 中食・デリブース（9:00 - 20:00）
  - プレミアムキッチン（11:00 - 20:00）
  - ベーカリー（8:00 - 18:00）
  - スイーツ（10:00 - 19:00）
  - カフェ（スターバックス）（7:00 - 21:00）
- ショッピングコーナー（24時間）
- テイクアウトコーナー（10:00 - 19:00）
- 自動販売機
- 携帯電話充電器（24時間）
- インフォメーション・FAXサービス（平日 9:00 - 17:00、土曜・日曜・祝日 9:00 - 18:00）
- EV急速充電スタンド[5]

### 下り（鹿児島方面）
- 駐車場
  - 大型車 9台
  - 小型車 58台
  - 兼用 10台
  - バイク 8台
  - 障がい者用 3台
- トイレ[6]
  - 男性
    - 小 18
    - 大 9（和 1、洋 8）

  - 女性 27（和 2、洋 25）
    - 小児用小便器 2

  - バリアフリー 1
- ガソリンスタンド（ENEOS（三愛RS(株)）、セルフ式スタンド、24時間）
  - 2008年（平成20年）9月30日までは九州石油であったが、同年10月1日に九州石油(九州三愛石油(株))が新日本石油（現・ENEOS）に吸収合併されたことに伴ってブランドが変更された。
- フードコート
  - ラーメンブース（24時間）
  - うどん・そば・丼・定食ブース（24時間）
  - とんかつ専門店「かつや」（11:00 - 20:00）
- ベーカリーコーナー（7:00 - 17:00）
- ショッピングコーナー（7:00 - 22:00）
- コンビニエンスストア「セブン-イレブン」（24時間）
- 宝くじ（9:00 - 17:00）
- テイクアウトコーナー（9:00 - 18:00）
- 携帯電話充電器（24時間）
- インフォメーション・FAXサービス（平日 9:00 - 17:00、土曜・日曜・祝日 8:00 - 17:00）
- EV急速充電スタンド[6]

## 隣
E3 九州自動車道
(14)植木IC - (14-1)北熊本スマートIC - 北熊本SA - (15)熊本IC